# Ponticola
Ponticola es un género de peces de la familia Gobiidae en el orden Perciformes.

## Especies
Las especies de este género son:
- Ponticola bathybius
- Ponticola cephalargoides (Pinchuk, 1976)
- Ponticola constructor (Nordmann, 1840)
- Ponticola cyrius (Kessler, 1874)
- Ponticola eurycephalus (Kessler, 1874)
- Ponticola gorlap (Iljin, 1949)
- Ponticola iranicus
- Ponticola kessleri (Günther, 1861)
- Ponticola platyrostris
- Ponticola ratan
- Ponticola rhodioni (Vasil'eva & Vasil'ev, 1994)
- Ponticola rizensis (Kovačić & Engin, 2008)
- Ponticola syrman (Nordmann, 1840)
- Ponticola turani (Kovačić & Engin, 2008)